# Іфіноя
Іфіно́я (дав.-гр. (Ἰφινόη) — персонажі давньогрецької міфології:
- Іфіноя — дочка Ніса і Аброти, дружина Мегарея, мати Тімалка, Евіппа та Евехми.
- Іфіноя — одна з дочок Прета, царя Тиринфа, і Стенебеї. Вона і її сестри Лісіппа та Іфіанасса (Претіди) були скарані божевіллям (або тому, що вони не приймали обряд Діоніса, або тому, що вони зневажали дерев'яну статую Гери) і втекли в пустелю, як менади. Віщуну Меламподу довелося їх переслідувати, щоб здійснити лікування. Іфіноя загинула під час гонитви, але її сестри зрештою відновили свій розум через обряд очищення. За іншою версією їх вилікував Асклепій.
- Іфіноя — за однією з версій мати Дедала, якого вона народила від Метіона.
- Іфіноя — з Лемносу, посланниця Гіпсіпіли, яка за її дорученням привітала першою аргонавтів після їхнього прибуття в Лемнос.
- Іфіноя — дочка Алкатоя, онука Пелопса, дочка Пірго чи Евехми. Померла незайманою, і дівчата Мегари робили жертву, виливаючи вино на її могилу та присвячували пасмо волосся до моменту їхнього одруження.
- Іфіноя — дочка Антея і Тінгіс, дружина Геракла, яка народила від нього Палемона.